# Johann Ernst Eberlin
Johann Ernst Eberlin (Jettingen, 27 maart 1702 – Salzburg, 19 juni / 21 juni 1762) was een Duits componist en organist wiens werken een brug vormen tussen de barokmuziek en de classicistische muziek. Hij was een zeer productief componist van voornamelijk kerkorgelwerken en koormuziek.
Zijn eerste muzikale studies startten in 1712 aan de Jezuïetenschool van pater Salvator in Augsburg. Zijn leraren daar waren Georg Egger en Balthasar Siberer (die hem orgel leerde spelen). Hij bezocht de Benedictijner Universiteit in Salzburg van 1721 tot 1723 waar hij rechten studeerde.
Toen hij in 1727 organist voor Graaf Leopold von Firmian (de toenmalige aartsbisschop van Salzburg) werd betekende dit een doorbraak van zijn muzikale carrière. Op het hoogtepunt van zijn loopbaan was hij organist voor aartsbisschop Andreas Jakob von Dietrichstein.
Eberlin componeerde en speelde ook gelegenheidswerken voor kerkconcerten. Zijn tijdgenoten waren Leopold Mozart, die hij vermoedelijk ook als leerling had gehad, en Anton Cajetan Adlgasser.

## Composities
Eberlin schreef onder andere:
- 50 Missen
- 12 Requiems
- Oratoria
- Motetten
- 3 opera's (die verloren zijn gegaan)
- Educatieve drama's[1]
- Instrumentale muziek, waaronder orgeltoccata's en orgelfuga's.

- Bibsys: 4053766
- Biblioteca Nacional de España: XX822718
- Bibliothèque nationale de France: cb13958618t (data)
- CiNii: DA06775547
- Gemeinsame Normdatei: 11938700X
- International Standard Name Identifier: 0000 0000 8342 5995
- Library of Congress Control Number: n85000655
- Nationale Bibliotheek van Letland: 000183747
- MusicBrainz: e5645679-7376-4ffc-b2d8-00ebf0ce66d5
- Nationale Bibliotheek van Tsjechië: jn20000601443
- Nationale bibliotheek van Australië: 35764144
- Nationale Bibliotheek van Israël: 987007284201905171
- Nederlandse Thesaurus van Auteursnamen: 113179650
- Réseau des bibliothèques de Suisse occidentale: 02-A000055053
- LIBRIS: 284696
- SNAC: w6h13kg8
- Système universitaire de documentation: 080007015
- Trove: 1076689
- Virtual International Authority File: 29724539
- WorldCat: E39PBJyhdvbW3F4kwPPtPWkJjC